# Prijs voor de Dagbladjournalistiek
Der Prijs voor de Dagbladjournalistiek (Preis für die Tageszeitungsjournalistik) war ein Preis für besondere journalistische Leistungen, der von 1965 bis 2006 jährlich vom Verband der niederländischen Tageszeitungsverlage „Nederlandse Dagbladpers“ (NDP) vergeben wurde.
2007 ging der Preis zusammen mit "Het Gouden Pennetje" und dem "Gouden Tape" in einem neuen Preis auf, dem "De Tegel".

## Preisträger
- 1965: J. van Putten (Haagsche Courant)
- 1966: nicht vergeben
- 1967: G. Taylor (Verenigde Noordhollandse Dagbladen)
- 1968: Jehan Kuypers (Eindhovens Dagblad/Helmonds Dagblad)
- 1969: Cees Nooteboom (de Volkskrant)
- 1970: Jacques van Veen (Het Parool)
- 1971: Lokalredaktion des Rotterdamsch Nieuwsblad
- 1972: Finanzressort von de Volkskrant
- 1973: Cas van Houtert (Eindhovens Dagblad/Helmonds Dagblad)
- 1974: nicht vergeben
- 1975: Bert van Velzen (Zuid-Oost Pers) und Eddy Lachman (NRC Handelsblad)
- 1976: Reinier van de Loo (Utrechts Nieuwsblad)
- 1977: Ben Haveman (de Volkskrant)
- 1978: Willem Beusekamp (de Volkskrant)
- 1979: Paul van 't Veer (posthum) (Het Parool)
- 1980: Gert-Jan Laan und Rien Robijns (Het Vrije Volk)
- 1981: Leo van Vlijmen (Brabant Pers)
- 1982: Nico Scheepmaker (Gemeenschappelijke Pers Dienst)
- 1983: Alexander Münninghoff (Sijthoff Pers)
- 1984: Jan Keulen (de Volkskrant)
- 1985: Ineke van Kessel (Auslandsredakteurin ANP)
- 1986: Janny Groen (de Volkskrant)
- 1987: Karel van Wolferen (NRC Handelsblad)
- 1988: Marc Chavannes (NRC Handelsblad)
- 1989: Ed L.J. H. van de Kerkhof (Eindhovens Dagblad/Helmonds Dagblad)
- 1990: Paul van Beckum und Aad Wagenaar (Sijthoff Pers)
- 1991: Ary Jassies (Arnhemse Courant)
- 1992: Frits van Exter (Trouw) und Jan Tromp (de Volkskrant)
- 1993: Joep H.J.P.M. Dohmen und Henk Langenberg (De Limburger)
- 1994: Simone van Driel (Gemeenschappelijke Pers Dienst)
- 1995: Els de Temmerman (de Volkskrant)
- 1996: Philip Brouwer (Nieuwsblad van het Noorden)
- 1997: Dirk Vlasblom (NRC Handelsblad)
- 1998: Frénk van der Linden (NRC Handelsblad)
- 1999: Coen van Zwol (NRC Handelsblad)
- 2000: Michel Maas (de Volkskrant)
- 2001: De Twentsche Courant Tubantia
- 2002: Bart Middelburg (Het Parool)
- 2003: Jutta Chorus und Menno de Galan (NRC Handelsblad)
- 2004: Kurt van Es (Het Parool)
- 2005: Joost Oranje und Jeroen Wester (NRC Handelsblad)
- 2006: Loes de Fauwe und Arthur van Amerongen (Het Parool)